# Heinz Leidersdorf
Heinz Leidersdorf (* 26. Februar 1906 in Neuhaus an der Elbe, Kreis Bleckede; † 18. Februar 1943 im KZ Auschwitz) war KPD- und später IKD-Mitglied sowie Widerstandskämpfer gegen den Nationalsozialismus.

## Leben
Heinz Leidersdorf wurde 1906 als Sohn des Kaufmanns Hugo Leidersdorf, welcher sich am 27. November 1933 das Leben nahm, und seiner Frau Adele Heymann in Neuhaus an der Elbe geboren. Dort besuchte er die Volksschule. Sein älterer Bruder starb als Soldat im Ersten Weltkrieg. Von 1918 bis 1922 besuchte er das Gymnasium in Lübeck, danach das Gymnasium in Lüneburg, wo er 1924 seine Reifeprüfung bestand. Im Anschluss studierte er Biologie und Chemie an den Universitäten Köln, Marburg und Hamburg. In Hamburg schloss er 1933 sein Studium ab. Leidersdorfs weiterer beruflicher Werdegang bleibt etwas unklar. Es wird angenommen, dass Heinz Leidersdorf seit 1932 Studienreferendar an einem Hamburger Gymnasium war und seit 1933 an die Talmud-Tora-Schule versetzt wurde.
In einer Anklageschrift des Reichsanwalts beim Volksgerichtshof vom 26. November 1936 wurde vermerkt, dass sich Heinz Leidersdorf bemühte, durch Vermittlung von Verwandten nach Südafrika auszuwandern. Da dieser Plan scheiterte, soll er sich an die jüdische Berufsberatung gewandt haben. Durch deren Vermittlung wurde er laut Anklageschrift „ab Oktober 1934 gegen eine monatliche Vergütung von RM 40 an einer Hamburger jüdischen Realschule im Grindelhof Studienreferendar“. Nebenbei verdiente er sich seinen Lebensunterhalt durch Erteilung von Privatstunden. Heinz Leidersdorf wurde unter der Rubrik „Lehrkräfte, die an dieser Schule einzelne Stunden erteilen“ mit neun Wochenstunden aufgeführt.
Nachdem Heinz Leidersdorf im Rahmen der Verhaftungswelle gegen 80 Mitglieder der Untergrundstrukturen der Hamburger Internationalen Kommunisten Deutschlands (IKD) am 2. November 1935 festgenommen und in „Schutzhaft“ in das KZ Fuhlsbüttel überführt worden ist, wurde in einem Protokoll der Schulvorstandssitzung vom 27. November 1935 folgendes vermerkt:

„Ferner wird die Angelegenheit des Studienreferendars Leidersdorf erwähnt, der von der Staatspolizei verhaftet worden ist und des Hochverrats beschuldigt wird. Herr Leidersdorf stand in keinerlei Angestelltenverhältnis zur Schule, er war ihr von der Landesunterrichtsbehörde zur pädagogischen Ausbildung überwiesen.“

Leidersdorf war bis Ende 1936 im KZ Fuhlsbüttel inhaftiert, nach der Verurteilung zu neun Jahren Zuchthaus von 1937 bis 1943 im Zuchthaus Hamburg danach im Zuchthaus Oslebshausen bei Bremen.
Heinz Leidersdorf wurde gemeinsam mit dem kaufmännischen Angestellten Walter Munter und dem Schriftsetzer Wilhelm Defert wegen Vorbereitung zum Hochverrat angeklagt. Heinz Leidersdorf trat 1928 der KPD sowie 1931 der „Roten Studentengruppe“ an der Hamburger Universität bei. Er war innerhalb der KPD Unterkassierer im Stadtteil Eppendorf und Vertrauensmann der KPD in der Studentengruppe. 1931 wurde er unter dem Vorwurf der „unangebrachten Parteikritik“ als Trotzkist aus der KPD ausgeschlossen und trat der Linken Opposition der KPD (LO) bei, aus welcher in der Illegalität nach der Machtübernahme der NSDAP die Internationalen Kommunisten Deutschlands (IKD) hervorgingen. Innerhalb der IKD gehörte Leidersdorf zur Bezirksleitung Hamburg/Wasserkante.
Nachdem seine Mutter Adele am 6. Dezember 1941 im Alter von 63 Jahren nach Riga deportiert und dort ermordet worden war, wurde Heinz Leidersdorf im Rahmen der von Justizminister Thierack angeordneten Auslieferung von 14700 Strafgefangenen an die SS am 14. Januar 1943 nach Auschwitz deportiert, wo er am 18. Februar 1943 gemeinsam mit seinem Parteifreund, dem Widerstandskämpfer Hans Berger, umgebracht wurde.

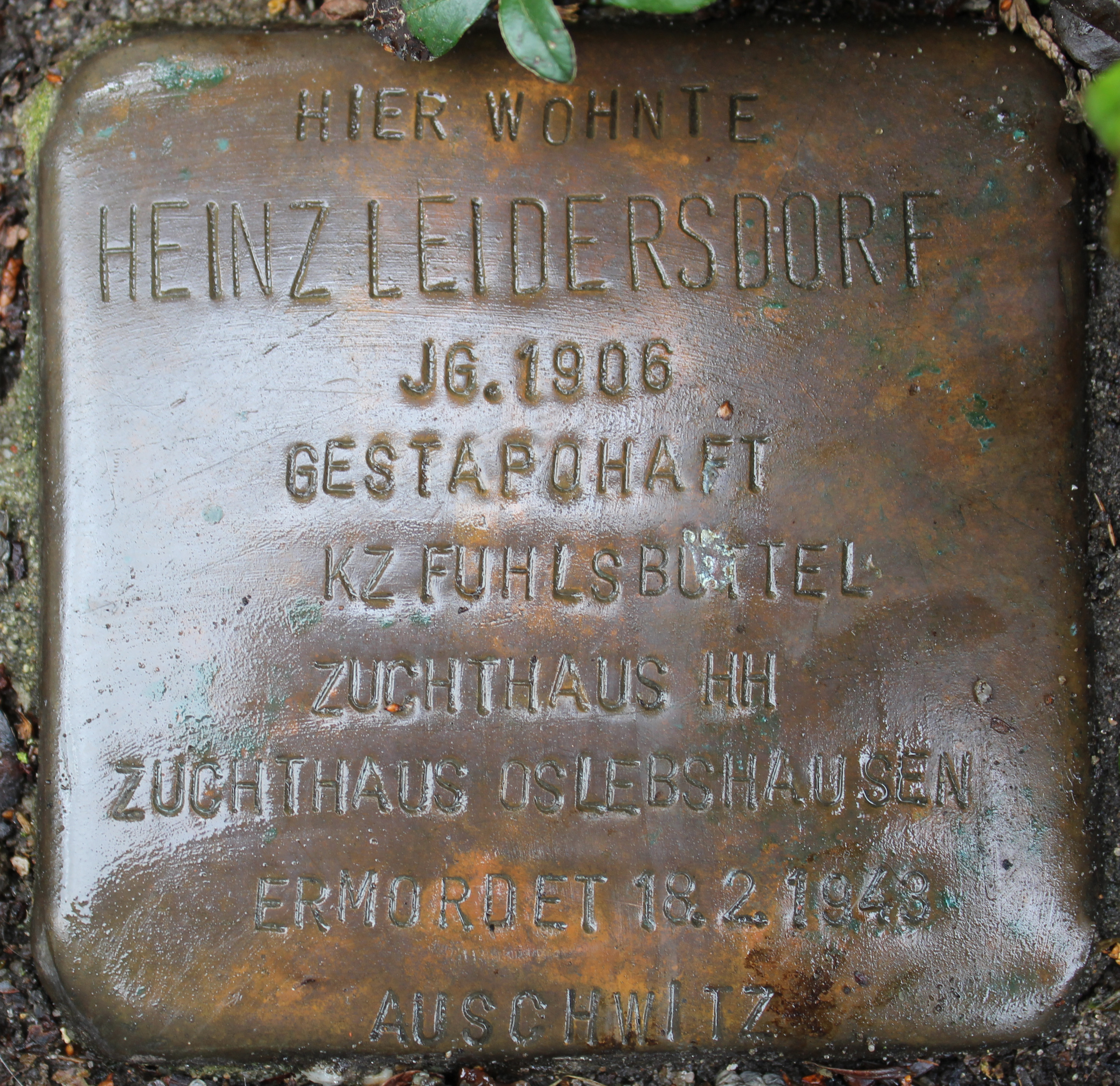
Stolperstein für Heinz Leidersdorf in Hamburg-Rahlstedt

## Gedenken
Vor seinem ehemaligen Wohnsitz in der Grubesallee 21 in Hamburg-Rahlstedt erinnert ein „Stolperstein“ an Heinz Leidersdorf und an seine Mutter.
Am Grindelhof 30 in Hamburg-Rotherbaum liegt ein weiterer Stolperstein, wo er an der Talmud-Tora-Realschule unterrichtet hat.
In der Ausstellung „Widerstand und Verfolgung in Hamburg 1933-1945“ im Hamburger Rathaus 2010 wurden Heinz Leidersdorf und die IKD mit einer eigenen Tafel gewürdigt.